# Schapendoes
De schapendoes is een van oorsprong uit Nederland afkomstige herdershond.

## Uiterlijk
De Nederlandse schapendoes is een lichtgebouwde, langharige hond met een schofthoogte van 40 tot 50 centimeter, waarbij de schofthoogte van reuen ligt tussen de 43 en 50 centimeter, voor teven is dat 40 tot 47 centimeter. De Schapendoes heeft een dichte vacht met een bepaalde mate van ondervacht. De beharing is lang, minstens 7 centimeter op de achterhand. De haren zijn niet streng recht, maar golven iets. Een schapendoes kan allerlei kleuren hebben, maar het accent moet gelegd worden op donker. De schapendoes heeft een geduchte kuif, snor en baard.

## Geschiedenis
De schapendoes is een typische schaapsherdershond. Hiervoor moet hij zelfstandig kunnen werken. Het was een typische hond voor de herders in Drenthe en op de Veluwe. Hij wordt echter niet in de literatuur en schilderkunst genoemd. Historisch werd de schapendoes niet als ras erkend, maar als werk- en gebruikshond. Er was geen speciale naam voor het ras, maar veel synoniemen zoals herdersdoes, siep en olde grise. Hij behoort tot de grote groep van langharige herdershonden met dicht behaard hoofd. Hij is verwant aan de bearded collie, de puli, de owczarek nizinny, de bobtail, de briard, de bergamasco en de Duitse schafpudel van de variëteit die in Hessen, Odenwald en in het Nederrijn gebied voorkomt. Al deze op elkaar gelijkende honden zijn verkleinde mutaties van berghonden.
De kynoloog Piet Toepoel wordt beschouwd als de initiator voor de (weder)opbouw van dit ras. Tijdens de Tweede Wereldoorlog wist hij interesse te kweken voor dit ras.
Tussen 1940 en 1945 werden exemplaren van de bijna verdwenen Schapendoes overal waar hij ze maar vond, gebruikt voor de fok. In 1953 werd de schapendoes voor het eerst als ras erkend, in 1954 werd de standaard vastgesteld en werd het ras opgenomen in het stamboek. De definitieve erkenning volgde in 1971. Hierna wordt alleen nog maar gefokt met geregistreerde honden.

## Karakter
De schapendoes is een normaal en evenredig gebouwde herdershond met een levendig, alert en moedig karakter. Hij is schrander en waaks. Voor zijn eigen mensen toont hij grote innigheid en trouw. Hij is vrolijk, ondeugend, enthousiast, vriendelijk en temperamentvol. Hij kan gebruikt worden voor hondensport zoals agility, maar niet als beschermhond. Een consequente opvoeding is noodzakelijk. Schapendoezen houden ervan om tegen iets aan te liggen.
Australian stumpy tail cattle dog ·
Australische herder ·
Australische veedrijvershond ·
Bearded collie ·
Beauceron ·
Belgische herder ·
Bergamasco ·
Berghond van de Maremmen en Abruzzen ·
Bobtail ·
Boheemse herder ·
Bordercollie ·
Bouvier des Ardennes ·
Bouvier (des Flandres) ·
Briard ·
Ca de bestiar ·
Cão da Serra de Aires ·
Cão de fila de São Miguel ·
Catalaanse herder ·
Ciobanesc romanesc carpatin ·
Ciobanesc romanesc mioritic ·
Duitse herder ·
Hollandse herder ·
Karpatische herdershond ·
Kelpie ·
Komondor ·
Kroatische herder ·
Kuvasz ·
Lancashire heeler ·
Miniature American Shepherd ·
Mudi ·
Picardische herdershond ·
Polski owczarek nizinny ·
Puli ·
Pumi ·
Pyrenese herdershond ·
Saarlooswolfhond ·
Schapendoes ·
Schipperke ·
Schotse herdershond ·
Sheltie ·
Slovenský čuvač ·
Tatrahond ·
Tsjecho-Slowaakse wolfhond ·
Welsh corgi Cardigan ·
Welsh corgi Pembroke ·
Zuid-Russische owcharka ·
Zwitserse witte herder